# Cynorhinella
Cynorhinella là một chi ruồi trong họ Syrphidae.